# Lumes
Lumes é uma comuna francesa na região administrativa de Grande Leste, no departamento das Ardenas. Estende-se por uma área de 6,14 km². Em 2010 a comuna tinha 1 155 habitantes (densidade: 188,1 hab./km²).